# Centro de urgencias
Un centro de urgencias o departamento de accidentes es un hospital o departamento de un hospital dedicado a la atención primaria que ofrece un tratamiento inicial de pacientes con un amplio espectro de lesiones o enfermedades, algunas de las cuales pueden ser potencialmente mortales y requieren atención inmediata.
En él se proporcionan personal médico y equipos de tratamiento de pacientes de urgencias. Los servicios de urgencia de la mayoría de los hospitales operan todo el día, aunque los niveles de dotación de personal se intenta ajustar al volumen de pacientes.
En algunos países, los servicios de urgencias se han convertido en importantes puntos de entrada para los que no tienen otros medios de acceso a la atención médica.

## Historia
El primer centro especializado de atención de trauma en el mundo se abrió en 1911 en Estados Unidos en el Hospital de la Universidad de Louisville, Kentucky, y fue desarrollado por el cirujano Arnold Griswold durante la década de 1930. Estaba equipado también con vehículos de bomberos con suministros médicos y funcionarios capacitados para dar atención de urgencia primaria.

## Diseño
Un servicio de urgencias típico tiene varias áreas diferentes, cada una especializada para los pacientes con diferentes niveles de gravedad o tipo de enfermedad:
Área de orientación, donde los pacientes son vistos por una enfermera titulada ATS, que completa una evaluación preliminar, antes de ser transferidos a otra área de urgencias oa otro departamento en el hospital.
Administración de Operaciones, con un grupo de expertos particularmente dedicados a cada una de las especialidades de la medicina de urgencia. La administración de operaciones utiliza un enfoque especializado para la prestación de cada servicio, siguiendo la definición de las características particulares del mismo.
Área de trauma es la clave del centro para atender en última instancia las necesidades de los pacientes. Los pacientes que llegan a esta área, ya se ha comprobado que tienen problemas importantes, incluyendo fracturas, dislocaciones y cortes que requieren sutura.